# 阿達卜
阿達卜位於今亞洲伊拉克境內伊馬拉與尼普爾兩地之間，為史前古蘇美城，城郭面積約有一英里長，兩英里寬。建造時期約為史前時代的古烏爾納統王朝（西元前2112年—西元前2095年）而屬於重要古蹟的阿達卜城，被發現於1903年，挖掘者則為知名美國考古學家詹姆斯·班克斯。

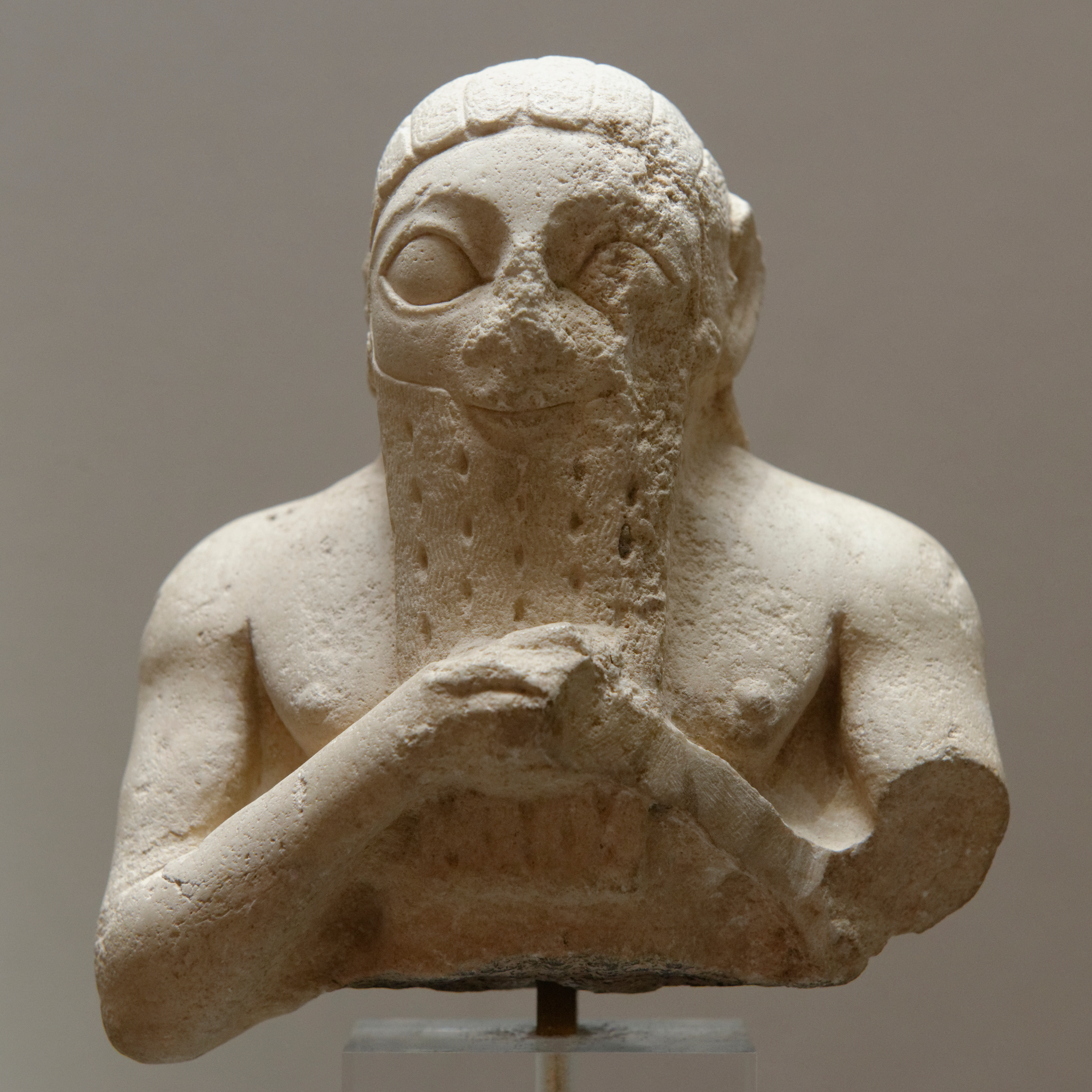
阿达卜出土的文物